# Walter Haarmann
Walter Haarmann (* 16. Juli 1907; Todesdatum unbekannt) war ein deutscher Maler, Objektkünstler und Kunsterzieher.

## Leben und Werk
Walter Haarmann besuchte anfangs die Folkwangschule und erhielt dort Unterricht von u. a. Max Peiffer Watenphul. 1931 wechselte er an die Kunstakademie Düsseldorf und studierte später noch an der Staatlichen Kunsthochschule Berlin. 1931 beteiligte er sich an einer Ausstellung der Rheinischen Sezession.
Im Anschluss an sein Studium war Haarmann bis 1960 als Kunsterzieher in Düsseldorf tätig. In Düsseldorf wohnte er in der Wildenbruchstraße 43.
Über das frühe Schaffen Walter Haarmanns ist wenig bekannt. Im Späteren schuf er vornehmlich abstrakte und auch konstruktive Kompositionen.

## Werke
Werke Walter Haarmanns befinden sich im Besitz des Museums Folkwang, des Von der Heydt-Museums und der Artothek der Stadt Düsseldorf.